# Brian Michaels

Brian Michaels (2017)

Brian Michaels (* 12. April 1948 in London) ist ein britischer Theater- und Opernregisseur.

## Leben
Brian Michaels wuchs in London auf. Er studierte Philosophie an der Universität Sussex. Seit 1973 lebt er in Deutschland.

## Künstlerischer Werdegang
Bereits während des Studiums engagierte sich Brian Michaels beim Studententheater der Universität Sussex. Er spielte und führte Regie u. a. bei Ingmar Bergmans Stück Das siebente Siegel mit Jim Carter in der Hauptrolle. Seine eigenständige Theaterlaufbahn begann er 1978 mit der Gründung des „Teatro Siciliano“, des ersten Immigranten-Theaters und Vorläufers des Gallus-Theaters in Frankfurt am Main. Seine Arbeit mit dem hier von ihm gegründeten Ensemble „I MACAP“ orientierte sich an der Tradition der Commedia dell’arte und erlangte internationale Anerkennung. 1984 wurde er eingeladen, mit Jugendlichen seine eigene Version von Homers Odyssee am Staatstheater Stuttgart zu inszenieren.
Im Juli 2025 wurde Brian Michaels in Nordmazedonien mit dem renommierten Preis Actor of Europe für sein künstlerisches Lebenswerk ausgezeichnet.

## Oper
Der Erfolg dieser Produktion war Auftakt für eine ganze Reihe von Operninszenierungen an der Staatsoper Stuttgart – darunter Puccinis Madama Butterfly sowie mehrere Uraufführungen. Weitere Wegmarken seiner Arbeit als Opernregisseur sind die Inszenierungen von Verdis Ernani bei den Bregenzer Festspielen und Ernst Kreneks „Drei Opern“ im Rahmen der Wiener Festwochen. Hier war er zwischen 1990 und 2002 regelmäßig als Gast-Regisseur tätig. Seine Arbeit im Rahmen renommierter Festivals umfasste u. a. die Inszenierung von Frank Zappas Yellow Shark in Zusammenarbeit mit ihm und dem Ensemble Modern (Frankfurt, Berlin, Wien) sowie zwei Barock-Opern von Alessandro Scarlatti für die Innsbrucker Festspiele der Alten Musik (1995) und die Salzburger Pfingstfestspiele (2005).
Richtungsweisend waren seine Inszenierungen der Feuersbrunst von Joseph Haydn (Wiener Festwochen 2001) und II buon marito von Georg Benda Schwetzinger Festspiele, Salamanca, (Bilbao), beide in Zusammenarbeit mit dem Dirigenten Martin Haselböck und der Wiener Akademie. An der Oper der Stadt Bonn/Neues Theater für Musik inszenierte er die Kammeroper Giacometti von Carmen Maria Cârneci.
Die Arbeit von Brian Michaels umfasst gegenwärtig mehr als 40 nationale und internationale Inszenierungen im Rahmen von Festspielen und an Opernhäusern – letztere u. a. in Basel, Nürnberg (mit Christian Thielemann), Essen, Ulm, Darmstadt, Amsterdam, Los Angeles.

## Schauspiel
Als Theaterregisseur inszenierte Brian Michaels u. a. in Essen, Basel, München, Hamburg (mit Giora Feidman), Wuppertal, Düsseldorf, Halle a. d. Saale, Kiel, im Globe Theater Neuss, Tel Aviv, Ramallah, Timișoara (Rumänien), New York und Los Angeles.
Die Aufführung von Hanoch Levins Mord in Los Angeles unter seiner Regie im Oktober/November 2001 unmittelbar nach dem Angriff auf das World Trade Center in New York fand beim Publikum ein dramatisches Echo.
Zu den nationalen und internationalen Festspielen mit Inszenierungen von Brian Michaels zählen u. a. die Ruhrfestspiele Recklinghausen, II Cantiere di Montepulciano (Italien), „Steirischer Herbst“ Graz und das „Internationale Shakespeare Festival Neuss“.
Eine der jüngeren Arbeiten des Regisseurs ist die Inszenierung der Lysistrata von Aristophanes im Rahmen des Programms der Europäischen Kulturhauptstadt Paphos 2017. Spielort waren die Ruinen der antiken Stadt.
Im Jahr 2019 führte er Regie und trat in dem polnischen Road Movie Searching the Silence auf – ein Stück, das den Verlust der jüdischen Welt und Kultur in Polen nach dem Zweiten Weltkrieg mit Hilfe von Tanz (Kasia Gorczyca), Video (Jakub Urbanski) und Live-Musik (Maciej Klich) thematisiert. Es wurde im Centrum Dialogu Marek Edelman im Rahmen der 75. Gedenkfeier zur Liquidierung des Ghettos Litzmannstadt (Lodz) uraufgeführt.
Über zwanzig Jahre lang verband ihn eine künstlerische Zusammenarbeit mit Kostümbildnerin Beata Prochowska.

### Shakespeare
Das Werk von William Shakespeare steht seit geraumer Zeit im Mittelpunkt der Arbeit von Brian Michaels. Insgesamt 25 Einstudierungen innerhalb der vergangenen Jahre reichen von Macbeth als erster Arbeit im Rahmen der Cantiere di Montepulciano 1989, über Romeo and Juliet an der Folkwang Universität der Künste, Essen, 2013, mit Schauspiel-Studierenden, bis zur aktuellsten, Der Widerspenstigen Zähmung in Bytom, Polen im Juni 2017 (in polnischer Sprache) und der internationalen Version der Inszenierung auf dem Shakespeare-Festival in Essen, April 2018.

### Eigene Produktionen
Unter den eigenen Theater- und Performance-Arbeiten von Brian Michaels ist u. a. das Projekt Osiris – Mit den Toten sprechen mit 3.500 Jahre alten Texten aus Alt-Ägypten zu nennen (Essen Zollverein, 2009). Das Werk entstand in Zusammenarbeit mit dem Ägyptologen Jan Assmann. Bei dem Stück Gemischte Gefühle mit dem Fokus auf einem fiktiven palästinensisch-jüdischen Dialog handelt es sich um eine Gemeinschaftsarbeit mit der palästinensischen Schauspielerin Nisreen Faour. Ferner: „The Journey“ – eine „poetry perfomance“ mit dem syrisch-jordanischen Dichter Ramy Al-Asheq, 2018.
Im Jahr 2019 konzipierte und produzierte er „Searching the Silence“ für den 75. Jahrestag der Liquidierung des Ghettos Litzmannstadt im Marek Edelman Centre in Łódź, Polen. Das Stück beschäftigt sich mit dem Verlust der jüdischen Welt im heutigen Polen und verwendet dazu Tanz, Musik und Film.
2021/22 schrieb und inszenierte er „Walking With Avraham“, eine installative Performance im NS-Dokumentationszentrum in Köln, Deutschland. Das Stück ist eine biografische Erzählung in 7 Räumen, die seine eigene persönliche Beziehung zum Jüdischsein definiert.
Im Dezember 2022 arbeitet er mit der bildenden Künstlerin Kane Kampmann an ihrem mehrstufigen Projekt „Sichtbar Machen“ zusammen. Sowohl er als auch Kane Kampmann beschäftigen sich mit der Deportation der Kölner Juden nach Riga/Lettland am 7. Dezember 1941. Dieses Werk wird am Ort der Deportation gezeigt.
Brian Michaels entwickelte die Idee des Mythologischen Gartens als Antwort auf den Open Call von Eleusis 2023. Seine Idee war die einer Transformation. Er wollte ein altes, ungenutztes und unfruchtbares Industriegelände in einen blühenden Garten verwandeln und so einen einzigartigen Ort für künstlerische Darbietungen schaffen. In Zusammenarbeit mit dem Botaniker Peter Pretscher und dem Gartengestalter Tilmann Pretscher stellte er ein Team von Wissenschaftlern und Künstlern zusammen, die fleißig an dem Projekt arbeiteten, bis es im September 2023 in Eleusis fertiggestellt werden konnte.
Im Dezember 2024 wurde die Performance „Café Atara – was soll ich hier?“ uraufgeführt, die er zusammen mit der Videokünstlerin Kane Kampmann geschaffen hat. Das Stück stellt das Jerusalemer Café Atara aus den 1930er/1940er Jahren nach, das damals ein beliebter Treffpunkt für deutsch-jüdische Exilanten war. Das Stück hat keinen festen Text. Sechs berühmte Exilanten unterhalten sich mit den Besuchern des Cafés. Was passiert, hängt von den gestellten Fragen ab. Das Stück wird auch 2025 weitergespielt.

## Lehrtätigkeit
Als Professor für Schauspiel und Regie arbeitete Brian Michaels von 1994 bis 2013 an der Folkwang Universität der Künste, Essen. Hier initiierte er zahlreiche internationale Kooperationsprojekte, u. a. mit der Theater-Akademie Shanghai, mit der SP Escola de Teatro, São Paulo und der PWST Bytom.
Seit Ende 2013 ist er als Gastprofessor für Schauspiel und Regie an der Akademie für Tanz-Theater PWST in Krakau tätig. Hier besteht für ihn die Möglichkeit, in der Lehre seine ursprünglich gemeinsam mit der Tanz- und Bewegungspädagogin Nadia Kevan entwickelte Methode des körperbasierten Schauspiels weiterzuentwickeln.

## Trivia
Brian Michaels ist seit seinem fünften Lebensjahr Fan von Tottenham Hotspur.